# Жуніор Мванга
Жуніор Мванга (фр. Junior Mwanga, нар. 11 травня 2003, Ліон, Франція) — французький футболіст конголезького походження, центральний захисник клубу «Страсбур».

## Ігрова кар'єра

### Клубна
Жуніор Мванга народився в Ліоні і займатися футболом почав в академії місцевого клубу «Олімпік». Влітку 2020 року футболіст перейшов до молодіжної команди «Бордо». Дебют Мванга на професійному рівні відбувся 21 травня 2022 року у матчі чемпіонату Франції проти «Бреста». За результатами того сезону «Бордо» вилетів з вищого дивізіону але Мванга залишився в команді і продвожви грати в Другому дивізіоні, підписавши з клубом новий контракт до літа 2025 року.
В серпні 2023 року Мванга перейшов до «Страсбура», з яким підписав контракт до літа 2027 року.

### Збірна
В період з 2022 по 2023 роки Жуніор Мванга виступав за юнацьку збірну Франції (U-20).